# Gerry Cooney
Gerry Cooney (* 4. August 1956 in New York) ist ein ehemaliger US-amerikanischer Schwergewichtsboxer.

## Profikarriere
Er galt in den frühen 80er Jahren als die berühmte „weiße Hoffnung“ der amerikanischen Schwergewichtsszene.
Nach 22 Siegen gegen Aufbaugegner gewann er 1980 jeweils vorzeitig gegen Jimmy Young, Ron Lyle und den ehemaligen Schwergewichtsweltmeister Ken Norton. Alle drei standen zu diesem Zeitpunkt allerdings bereits kurz vor dem Karriereende. Trotzdem erreichte er durch diese Siege die erste Position in der WBC-Rangliste und verdiente sich damit das Recht, den WBC-Weltmeister Larry Holmes herauszufordern.
Am 11. Juni 1982 kam es schließlich in Las Vegas zum Kampf mit Holmes. Um verstärktes öffentliches Interesse zu erzeugen, wurde diese Begegnung vom Promoter Don King unter dem Gesichtspunkt der stereotypischen Auseinandersetzung des weißen und des schwarzen Boxers vermarktet. Diese Strategie war erfolgreich und der Kampf stellte einen neuen Zuschauerrekord in Las Vegas auf. Auch die Summe der Wetteinsätze war so hoch wie nie zuvor. In Kampf musste Cooney dann bereits in der zweiten Runde zu Boden, im weiteren Verlauf wurden ihm außerdem für drei Tiefschläge Punkte abgezogen. In der dreizehnten Runde betrat Cooneys Trainer den Ring, um den Kampf abbrechen zu lassen. Holmes gewann den Kampf durch Technischen K. o.
In den folgenden fünf Jahren bestritt Cooney nur drei Kämpfe. Diese Inaktivität war unter anderem bedingt durch Verletzungen und Drogenprobleme. 1987 verlor er gegen Michael Spinks im Kampf um die lineare Weltmeisterschaft. Nach weiteren drei Jahren ohne Kampf trat er 1990 in seinem letzten Profikampf gegen George Foreman an, der gerade sein Comeback feierte, und verlor durch K. o. in der zweiten Runde.